# Liphistius erawan
Liphistius erawan is een spinnensoort uit de familie Liphistiidae. De soort komt voor in Thailand.